# Oporinia impuncta
Oporinia impuncta är en fjärilsart som beskrevs av Barend J. Lempke 1969. Oporinia impuncta ingår i släktet Oporinia och familjen mätare. Inga underarter finns listade i Catalogue of Life.